# Ренате Гечл
Ренате Гечл је бивша аустријска алпска скијашица. Освојила је велики кристални глобус и златне медаље на светским првенствима. У Светском купу је забележила 46 победа у спусту, супервелеслалому, слалому и комбинацији.

## Биографија

### Почетак каријере
Почела је да скија када је имала три године и врло брзо показала таленат за скијање. Похађала је школу скијања у Шладмингу. Године 1990. постала је јуниорска првакиња Аустрије у слалому, супервелеслалому и комбинацији. Наредне године постала је чланица омладинске репрезентације а 1992. и Б тима Аустрије.
У сезони 1992/93. остварила је свој први велики успех, победу у слалому у Занкт Себастијану у такмичењу Европа купа. Исте сезоне постала је јуниорска вицешампионка света у слалому. Ренате Гечл је 14. марта 1993. на сензационалан начин дебитовала у Светском купу. Она је у слалому у норвешком Хафјелу остварила победу као седамнаестогодишњакиња, са више од шест десетинки секунде испред Кристине Андерсон из Шведске.
Наредне сезоне остварила је солидне резултате, најбољи су били у спусту друго место, у слалому четврто и једна победа у комбинацији. На Олимпијским играма 1994. у Нагану се није прославила, с обзиром да је остала без пласмана у спусту.
У сезони 1994/95. је имала доста слабих пласмана али је ипак успела да забележи једну победу у супервелеслалому. Ни наредне сезоне није имала већег успеха, па је сезону завршила без победе. На Светском првенству 1996. у Сијера Невади је била четврта у комбинацији и осма у спусту.

### Пробој ка врху
У сезони 1996/97. Ренате Гечл је наставила да бележи солидне резултате. По први пут је победила у спусту, то јој је била једина победа у сезони, и освојила је мали кристални глобус у овој дисциплини. На Светском првенству 1997. у Сестријереу освојила је своју прву златну медаљу. Победила је у комбинацији испред Катје Зајцингер и Хилде Герг, док је у брзинским дисциплинама, спусту и супервелеслалому, освојила осмо и шесто место. Исте године проглашена је и за најбољу спортисткињу Аустрије.
Сезона 1997/98. је за Ренате Гечл била иста као претходна, забележила је једну победу у спусту а у поретку спуста и супервелеслалома била је друга. На Олимпијским играма 1998. у Нагану била је пета у супервелеслалому, док је у спусту и комбинацији остала без пласмана.
Наредне сезоне је направила помак у резултатима победивши у четири трке спуста и у једној трци супервелеслалома. Захваљујући тим резултатима освојила је други мали кристални глобус у спусту, а у укупном поретку је била трећа. На Светском првенству 1999. у Вејлу освојила је злато у спусту и сребрне медаље у супервелеслалому и комбинацији.

### Укупна победница Светског купа
Сезона 1999/2000. била је најуспешнија у каријери Ренате Гечл. Остварила је шест победа (2 у спусту, 3 у супервелеслалому и 1 у комбинацији), два друга и три трећа места. Захваљујући тим резултатима постала је укупна победница Светског купа, такође освојила је и мали кристални глобус у супервелеслалому. У поретку спуста била је друга са само пет бодова заостатка иза Регине Хојзл. Те сезоне остварила је одличне резултате у техничким дисциплинама, где је у скоро свим тркама била међу првих десет.
У сезони 2000/01. три пута је победила и неколико пута се пласирала међу прве три. Није освојила ни један кристални глобус а укупном поретку, као и у спусту и супервелеслалому била је друга. На Светском првенству 2001. у Занкт Антону освојила је сребро у спусту, док је у супервелеслалому била осма.
Наредне сезоне поново осваја друго место у укупном поретку Светског купа а у поретку спуста је била пета, док је супервелеслалому била четврта. На Зимским олимпијским играма 2002. освојила је сребро у комбинацији и бронзу у спусту. Након олимпијских игара пала је у спусту који је вожен у Ленцерхајдеу и тешко повредила лево колено.

### Повратак после повреде
Након боравка у болници и рехабилитације, Ренате Гечл се вратила такмичењима у Светском купу почетком децембра 2002. Остварила је четири победе и сезону је завршила на седмом месту у укупном поретку. На Светском првенству 2003. у Санкт Морицу није освојила ниједну медаљу.
Сезона 2003/04. била је веома успешна за Ренате Гечл. Освојила је мале кристалне глобусе у спусту и супервелеслалому, док је у укупном поретку била друга иза Анје Персон. У овој сезони остварила је и свој најбољи резултат у велеслаломској трци, освојивши друго место у Линцу.
У сезони 2004/05. остварила је сличне резултате. Победила је у две трке спуста и супервелеслалома и по четврти пут освојила мали кристални глобус у спусту, док је у супервелеслалому била друга. У укупном поретку Светског купа била је трећа. На Светском првенству 2005. у Бормију била је трећа у спусту, док је у екипној конкуренцији освојила сребрну медаљу. Те године је по други пут изабрана за спортисткињу године у Аустрији.
У сезони 2005/06. остварила је прилично лоше резултате у свим дисциплинама изузев спуста. На Зимским олимпијским играма 2006. у Торину је била четврта у спусту, док је у супервелеслалому била двадесетшеста.
У сезони 2006/07. остварила је осам победа, по четири у спусту и супервелеслалому. Освојила је и мале кристалне глобусе у овим дисциплинама али је у укупном поретку Светског купа била четврта. На Светском првенству 2007. у Ореу била је трећа у супервелеслалому и прва у екипној конкуренцији.
Током наредне две сезоне због бројних повреда није успевала да понови резултате из претходних сезона па је одлучила де се повуче по завршетку сезоне 2008/09.

## Освојени кристални глобуси
| Сезона | Дисциплина      |
| ------ | --------------- |
| 1997.  | Спуст           |
| 1999.  | Спуст           |
| 2000.  | Укупно          |
| 2000.  | Супервелеслалом |
| 2000.  | Комбинација     |
| 2002.  | Комбинација     |
| 2004.  | Спуст           |
| 2004.  | Супервелеслалом |
| 2005.  | Спуст           |
| 2007.  | Спуст           |
| 2007.  | Супервелеслалом |

## Победе у Светском купу
46 победа (24 у спусту, 17 у супервелеслалому, 1 у слалому и 4 у комбинацији)

### Спуст
| Датум              | Место                |
| 7. децембар 1996.  | Вејл                 |
| 18. јануар 1998.   | Алтенмаркт им Понгау |
| 27. новембар 1998. | Лејк Луиз            |
| 28. новембар 1998. | Лејк Луиз            |
| 27. фебруар 1999.  | Оре                  |
| 5. март 1999.      | Санкт Мориц          |
| 19. фебруар 2000.  | Оре                  |
| 25. фебруар 2000.  | Инзбрук              |
| 17. децембар 2000. | Санкт Мориц          |
| 13. јануар 2001.   | Хаус им Енштал       |
| 26. јануар 2002.   | Кортина д'Ампецо     |
| 2. фебруар 2002.   | Оре                  |
| 18. јануар 2003.   | Кортина д'Ампецо     |
| 12 март 2003.      | Хафјел               |
| 20. децембар 2003. | Санкт Мориц          |
| 10. јануар 2004.   | Везоназ              |
| 10. март 2004.     | Сестријере           |
| 15. јануар 2005.   | Кортина д'Ампецо     |
| 10. март 2005.     | Ленцерхајде          |
| 28. јануар 2006.   | Кортина д'Ампецо     |
| 13. јануар 2007.   | Алтенмаркт им Понгау |
| 20. јануар 2007.   | Кортина д'Ампецо     |
| 27. јануар 2007.   | Сан Сикарио          |
| 14. март 2007.     | Ленцерхајде          |

### Супервелеслалом
| Датум              | Место                |
| ------------------ | -------------------- |
| 10. јануар 1995.   | Флахау               |
| 22. јануар 1999.   | Кортина д'Ампецо     |
| 16. јануар 2000.   | Алтенмаркт им Понгау |
| 27. фебруар 2000.  | Инзбрук              |
| 16. март 2000.     | Бормио               |
| 2. децембар 2000.  | Лејк Луиз            |
| 17. јануар 2003.   | Кортина д'Ампецо     |
| 28. фебруар 2003.  | Инзбрук              |
| 7. децембар 2003.  | Лејк Луиз            |
| 16. јануар 2004.   | Кортина д'Ампецо     |
| 21. фебруар 2004.  | Оре                  |
| 12. јануар 2005.   | Кортина д'Ампецо     |
| 14. јануар 2005.   | Кортина д'Ампецо     |
| 3. децембар 2006.  | Лејк Луиз            |
| 16. децембар 2006. | Рајтералм            |
| 26. јануар 2007.   | Сан Сикарио          |
| 4. март 2007.      | Тарвизио             |

### Слалом
| Датум          | Место  |
| -------------- | ------ |
| 14. март 1993. | Хафјел |

### Комбинација
| Датум              | Место                  |
| ------------------ | ---------------------- |
| 19. децембар 1993. | Занкт Антон ам Арлберг |
| 12. фебруар 2000.  | Санта Катерина         |
| 13. јануар 2002.   | Залбах-Хинтерглем      |
| 3. фебруар 2002.   | Оре                    |